# Битва при Ризькій горі
Би́тва при Ри́зькій горі́ — битва, що відбулася 24 липня 1198 року біля гори в районі майбутньої Риги в Лівонії між німецькими хрестоносцями та двінськими лівами. Перша відома битва Лівонського хрестового походу. Німцями керував ікскюлльський єпископ Бертольд Шульте. Керівники лівів у джерелах не згадуються. Закінчилася перемогою хрестоносців, проте сам єпископ загинув у бою. Описана в «Хроніці Лівонії». Інша назва — би́тва при Піща́ній горі́ (нім. Sclacht bei Monte zabuli).

## Передумови
1196 року новий ікскюлльський єпископ Бертольд, який прибув до Лівонії, намагався навернути лівів з басейну Західної Двіни до християнства, а також повернути тих конвертитів, які знову вдалися до язичництва. Його місія закінчилася провалом, а він сам був змушений тікати від розлючених тубільців до Німеччини. У Бремені єпископ отримав від папи Целестина III дозвіл на організацію хрестового походу й за декілька місяців зібрав у Любеку тисячу пілігрімів-добровольців, переважно бідних лицарів, міщан та кліриків.
Влітку 1198 року Бертольд прибув кораблями із військом до Лівонії й підійшов до лівського замку Гольм посередині річки Західна Двіна. Він вислав до лівів посла з вимогою прийняти християнство й не повертатися до язичництва. Отримавши відмову, єпископ відійшов до місця майбутньої Риги, де провів нараду з командирами.
В цей час за Ризькою горою зібралося велике лівське військо, яке вислало посольство до Бертольда. Лівські князі й старші вимагали розпуску хрестоносців і обіцяли мир єпископу, якщо той сам поїде до Ікскюлля і буде навертати лівів до християнства словом, а не мечем. У відповідь Бертольд зажадав від лівів заручників з-поміж їхніх синів на знак гарантії власної безпеки. Між собою ліви домовилися не давати їх, а єпископу повідомили, що потребують часу і перемир'я для збору цих заручників. На знак короткого миру обидві сторони обмінялися списами.

## Хід
Під час перемир'я ліви напали і убили декількох німців, які шукали сіно на корм коням. 24 липня 1198 року Бертольд дізнався про це й перервав мир, повернувши тубільцям їхній спис. Обидва війська зійшлися в битві біля Піщаної (Ризької) гори. За своїм звичаєм ліви здійняли бойовий клич. Хрестоносці стрімголов кинулися на них, побили і обернули на втечу. Під час погоні Бертольд не зміг стримати свого коня, який увірвався до лав відступаючого противника. Єпископа одразу схопили два ліви, а третій — на ім'я Імаут — простромив його ззаду списом. Незважаючи на це, тубільці не змогли переломити хід бою й зазнали поразки. Хрестоносці, розгублені смертю головнокомандувача, заходилися мститися, винищуючи з кораблів і на конях придвінські господарства й поля ворога.

## Наслідки
Після битви переможені ліви, які бажали зупинити плюндрування своєї землі німцями, уклали із ними мир. Вони покликали до себе німецьких кліриків й прийняли християнство. Першого дня в Ікскюллі охрестилося 50 осіб, наступного — 100. Кожне лівське городище в районі гирла Західної Двіни обіцялося прийняти католицького священника. Його утримання покладалося на тубільну громаду, яка мусила сплачувати йому міра хліба з ділянки землі, що оброблялася одним плугом. На цих умовах хрестоносці повернулися до Німеччини, залишивши лише духовенство та купців.
Як тільки німецьке військо полишило Лівонію, ліви зреклися християнства. Вони провели обряди омовіння в Західній Двіні, вважаючи, що змивають воду хрещення. Через місяць тубільці порушили мир і почали нападати на католицьких ченців та німецьких поселенців, знущатися з них, грабувати їхнє майно та худобу. Від діяльності лівів Лівонська церква зазнала збитків на 200 марок. Клір був змушений тікати з Ікскюлля до Гольму.
Взимку 1199 року ліви вирішили перебити усіх кліриків, які залишаться в Лівонії після Пасхи, на яку, зазвичай прибували кораблі з підкріпленням із Німеччини. Через це духовенство втекло у квітні до німецьких земель в пошуках допомоги. Тоді ліви забажали убити німецьких купців, що лишилися, але ті сплатили хабар й залишилися живими.